# Thakurgaon
Thākurgaon är en ort i Bangladesh.   Den ligger i provinsen Rangpur, i den nordvästra delen av landet, 300 km nordväst om huvudstaden Dhaka. Thākurgaon ligger 57 meter över havet och antalet invånare är 71 096.